# 10 000 mètres masculin aux Jeux olympiques d'été de 1988
Navigation
Los Angeles 1984 Barcelone 1992
L'épreuve du 10 000 mètres masculin aux Jeux olympiques de 1988 s'est déroulée le 26 septembre 1988 au Stade olympique de Séoul, en Corée du Sud. Elle est remportée par le Marocain Brahim Boutayeb.

## Résultats

### Finale
| Rang               | Athlète            | Pays               | Temps               |
| ------------------ | ------------------ | ------------------ | ------------------- |
| Médaille d'or      | Brahim Boutayeb    | Maroc              | 27 min 21 s 46 (RO) |
| Médaille d'argent  | Salvatore Antibo   | Italie             | 27 min 23 s 55      |
| Médaille de bronze | Kipkemboi Kimeli   | Kenya              | 27 min 25 s 16      |
| 4                  | Jean-Louis Prianon | France             | 27 min 36 s 43      |
| 5                  | Arturo Barrios     | Mexique            | 27 min 39 s 32      |
| 6                  | Hansjörg Kunze     | Allemagne de l'Est | 27 min 39 s 34      |
| 7                  | Paul Arpin         | France             | 27 min 39 s 36      |
| 8                  | Moses Tanui        | Kenya              | 27 min 43 s 23      |

## Légende
Records et Performances
- AR : Record continental (area record)
- CR : Record des championnats (championship record)
- MR : Record du meeting (meet record)
- NR : Record national (national record)
- OR : Record olympique (olympic record)
- PR : Record paralympique (paralympic record)
- PB : Record personnel (personal best)
- SB : Meilleure performance personnelle de la saison (season's best)
- WL : Meilleure performance mondiale de l'année (world leader)
- WJR : Record du monde junior (world junior record)
- WR : Record du monde (world record)

Circonstances et Conditions
- DNF : N'a pas terminé (did not finish)
- DNS : N'a pas pris le départ (did not start)
- DQ : Disqualification (disqualification)
- NM : Aucun essai valable enregistré (No Mark)
- Q : Qualifié « directement » au prochain tour (ou à la prochaine compétition), lors d'une compétition majeure, grâce au classement ou à la réalisation des minima (automatic qualifier)
- q : Qualifié au prochain tour (ou à la prochaine compétition), lors d'une compétition majeure, grâce au repêchage ou à la réalisation de l'une des meilleures performances parmi celles des « non qualifiés directement » (grâce au meilleur temps ou à la meilleure distance par exemple) (secondary qualifier)